# Notarius insculptus
Notarius insculptus är en fiskart som först beskrevs av Jordan och Gilbert, 1883.  Notarius insculptus ingår i släktet Notarius och familjen Ariidae. IUCN kategoriserar arten globalt som otillräckligt studerad. Inga underarter finns listade i Catalogue of Life.